# Leonor de Clare

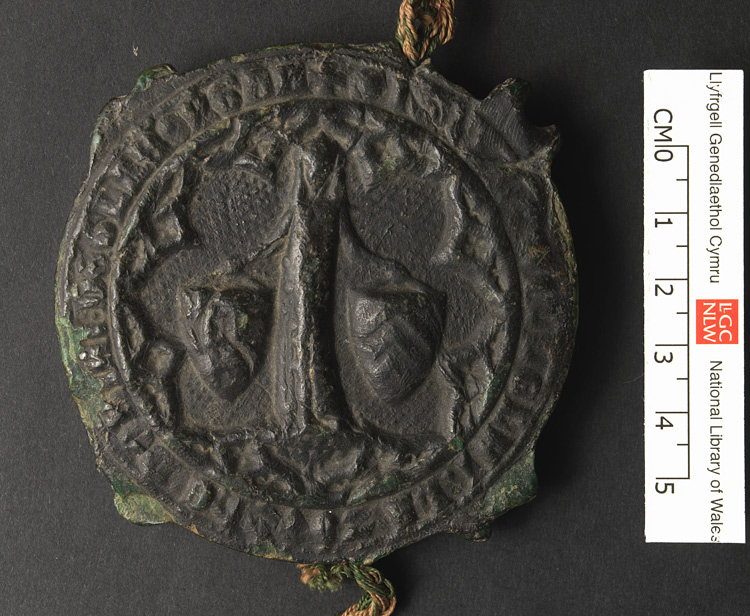
Leonor de Clare

Leonor de Clare (3 de octubre de 1292 – 30 de junio de 1337) fue la esposa del poderoso Hugo Despenser el Joven. Nació en 1292 en Caerphilly, Glamorgan, Gales. Era la hija mayor de Gilbert de Clare, VI conde de Hertford y VII conde de Gloucester, y Juana de Acre, hija de Eduardo I y Leonor de Castilla; de esta manera era bisnieta de Eduardo I de Inglaterra. Con sus hermanas, Isabel de Clare y Margarita de Clare, heredó el patrimonio de su padre después de la muerte de su hermano, Gilbert de Clare, conde de Gloucester y Hertford en Bannockburn en 1314.

## Matrimonio de Hugo Despenser el Joven
En mayo de 1306 en Westminster, Leonor se casó con Hugo Despenser el Joven, el hijo de Hugo Despenser, conde de Winchester e Isabel de Beauchamp, hija de William de Beauchamp, IX conde de Warwick. Su abuelo, el rey Eduardo I de Inglaterra, entregó a Leonor un "maritagium" de dos mil libras esterlinas. Leonor y Hugo tuvieron nueve hijos:
1. Hugo Despencer, segundo barón Despencer (1308 – 1349)
2. Gilberto Despenser, (1309 – 1381)
3. Eduardo Despenser, (1310 – 1342), soldado, muerto en el asedio de Vannes;[1] padre de Eduardo Despencer, primer barón Despencer, caballero de la Jarretera.
4. Juan Despenser, (1311 - junio de 1366)
5. Isabel Despenser (1312–1356), casada con Richard FitzAlan, X conde de Arundel.
6. Leonor Despenser, (h. 1315 - 1351), monja en el priorato de Sempringham.
7. Juana Despenser, (h. 1317 - 1384), monja en la abadía de Shaftesbury.
8. Margarita Despenser, (h. 1319 - 1337), monja en el priorato de Whatton.
9. Isabel Despenser, nacida el 1325, fallecida el 13 de julio de 1389, casada con Maurice de Berkeley, IV barón Berkeley.

El esposo de Leonor llegó a alcanzar la preeminencia como el nuevo favorito de su tío, el rey Eduardo II de Inglaterra. El rey favoreció fuertemente a Hugo y Leonor, visitándolos a menudo y haciéndoles numerosos regalos. Un cronista extranjero incluso alegó que Eduardo estaba implicado en un ménage à trois con su sobrina y su esposo. Sea cual sea la verdad, la fortuna de Leonor cambió drásticamente después de la invasión de Isabel de Francia y Roger Mortimer. Hugo Despenser fue ejecutado cruelmente.

## Prisión
En noviembre de 1326, Leonor fue confinada en la torre de Londres. La fortuna de la familia Despenser también padeció con las ejecuciones del esposo de Leonor y su suegro. El hijo mayor de Leonor y Hugo, otro Hugo, que conservó el castillo de Caerphilly frente a las fuerzas de la reina hasta la primavera de 1327, se le permitió conservar la vida cuando entregó el castillo pero siguió prisionero hasta julio de 1331, después de lo cual lentamente recobró el favor real. Tres de las hijas de Leonor se vieron obligadas a tomar los hábitos. Sólo la hija mayor y la menor eludieron el convento, la primera porque ya estaba casada y la última por su ser aún una niña.
En febrero de 1328 Leonor quedó libre de su prisión. En abril de 1328, le permitieron la posesión de sus propias tierras, por las que ella rindió homenaje.

## Matrimonio con Guillermo de la Zouche
Leonor fue raptada en el castillo de Hanley en enero de 1329, por Guillermo la Zouche, I Barón Zouche de Mortimer, quien había sido uno de los captores de su esposo y que dirigió el sitio del castillo de Caerphilly. El secuestro puede haber sido en realidad una fuga; en cualquier caso, las tierras de Leonor fueron tomadas por el rey, Eduardo III, y se ordenó el arresto de la pareja. En la misma época, se acusó a Leonor de robar joyas de la Torre. Poco después de febrero de 1329, fue encerrada por segunda vez en la Torre de Londres; más tarde, se la trasladó al castillo Devizes. En enero de 1330, fue liberada y perdonada después de mostrarse conforme con entregar la parte más valiosa de su participación en la lucrativa herencia Clare a la corona. Recobraría sus tierras si pagaba la enorme cifra de cincuenta mil libras en un solo día.
Al año, sin embargo, el joven Eduardo III (primo carnal de Leonor) derrocó al amante de la reina Isabel de Francia, Roger Mortimer, e hizo que lo ejecutasen. Leonor estuvo entre los que se beneficiaron de la caída de Isabel y Roger Mortimer. Ella le pidió a Eduardo III que le devolviera las tierras, pretendiendo que los había entregado después de ser amenazada por Roger Mortimer que no quedaría libre jamás a menos que las entregara. En 1331, el rey Eduardo III le concedió su petición "para aliviar la conciencia del rey" y le permitió recuperar las tierras a condición de que pagase una multa de diez mil libras, más tarde reducido a cinco mil libras, a plazos. Leonor hizo pagos a cuenta de la multa, pero el grueso de ella era aún enorme en el momento de su muerte.
Los problemas de Leonor no habían terminado, sin embargo. Después del matrimonio de Leonor con Zouche, Sir Juan de Grey I barón Grey de Rotherfield pretendió haberse casado con ella primero. Grey aún intentaba reclamar a Leonor en 1333; el caso fue apelado ante el papa varias veces. Al final, Zouche ganó la disputa. Leonor siguió casada con él hasta que él murió en febrero de 1337, sólo unos meses antes de la propia muerte de Leonor. Leonor y Guillermo tuvieron descendencia:
1. Guillermo de la Zouche, nacido en 1330, fallecido después de 1360, un monje en la abadía de Glastonbury.
2. Joyce Zouche, nacida en 1331, fallecida después del 4 de mayo de 1372, se casó con Juan de Botetourt, II Lord Botetourt.

## Renovación de la abadía de Tewkesbury
Se atribuye normalmente a Hugo Despenser el Joven y Leonor el comienzo de las renovaciones de la abadía de Tewkesbury que la transformó en un buen ejemplo del estilo decorativo de arquitectura que es hoy en día. Los famosos vitrales del siglo XIV en el coro, que incluyen las figuras de los antepasados de Leonor, su hermano y sus esposos, fueron probablemente contribución personal de Leonor, aunque posiblemente no vivió para verlo colocado. La mujer arrodillada y desnuda que ve el Juicio Final en la ventana oriental del coro puede que represente a Leonor.

## Retratos de ficción
Leonor de Clare es la heroína de una reciente novela histórica, The Traitor's Wife: A Novel of the Reign of Edward II, de Susan Higginbotham. También aparece como una joven encantadora en Feudal Family: The De Clares of Gloucester, de Edith Brouwer.

## Antepasados
|  |                                             |  |  |  |  |  |  |  |  |  |  |  |  |  |  |  |
|  | 16. Richard de Clare, III conde de Hertford |  |  |  |  |  |  |  |  |  |  |  |  |  |  |  |
|  |                                             |  |  |  |  |  |  |  |  |  |  |  |  |  |  |  |
|  |                                             |  |  |  |  |  |  |  |  |  |  |  |  |  |  |  |
|  | 8.Gilbert de Clare, IV conde de Hertford    |  |  |  |  |  |  |  |  |  |  |  |  |  |  |  |
|  |                                             |  |  |  |  |  |  |  |  |  |  |  |  |  |  |  |
|  |                                             |  |  |  |  |  |  |  |  |  |  |  |  |  |  |  |
|  | 17. Amice FitzRobert, condesa de Gloucester |  |  |  |  |  |  |  |  |  |  |  |  |  |  |  |
|  |                                             |  |  |  |  |  |  |  |  |  |  |  |  |  |  |  |
|  |                                             |  |  |  |  |  |  |  |  |  |  |  |  |  |  |  |
|  | 4.Richard de Clare, V conde de Hertford     |  |  |  |  |  |  |  |  |  |  |  |  |  |  |  |
|  |                                             |  |  |  |  |  |  |  |  |  |  |  |  |  |  |  |
|  |                                             |  |  |  |  |  |  |  |  |  |  |  |  |  |  |  |
|  | 18. Guillermo Marshal                       |  |  |  |  |  |  |  |  |  |  |  |  |  |  |  |
|  |                                             |  |  |  |  |  |  |  |  |  |  |  |  |  |  |  |
|  |                                             |  |  |  |  |  |  |  |  |  |  |  |  |  |  |  |
|  | 9. Isabel Marshal                           |  |  |  |  |  |  |  |  |  |  |  |  |  |  |  |
|  |                                             |  |  |  |  |  |  |  |  |  |  |  |  |  |  |  |
|  |                                             |  |  |  |  |  |  |  |  |  |  |  |  |  |  |  |
|  | 19. Isabel de Clare, IV condesa de Pembroke |  |  |  |  |  |  |  |  |  |  |  |  |  |  |  |
|  |                                             |  |  |  |  |  |  |  |  |  |  |  |  |  |  |  |
|  |                                             |  |  |  |  |  |  |  |  |  |  |  |  |  |  |  |
|  | 2.Gilbert de Clare, VI conde de Hertford    |  |  |  |  |  |  |  |  |  |  |  |  |  |  |  |
|  |                                             |  |  |  |  |  |  |  |  |  |  |  |  |  |  |  |
|  |                                             |  |  |  |  |  |  |  |  |  |  |  |  |  |  |  |
|  | 20. Roger de Lacy                           |  |  |  |  |  |  |  |  |  |  |  |  |  |  |  |
|  |                                             |  |  |  |  |  |  |  |  |  |  |  |  |  |  |  |
|  |                                             |  |  |  |  |  |  |  |  |  |  |  |  |  |  |  |
|  | 10. John de Lacy, II conde de Lincoln       |  |  |  |  |  |  |  |  |  |  |  |  |  |  |  |
|  |                                             |  |  |  |  |  |  |  |  |  |  |  |  |  |  |  |
|  |                                             |  |  |  |  |  |  |  |  |  |  |  |  |  |  |  |
|  | 21. Maud de Clere                           |  |  |  |  |  |  |  |  |  |  |  |  |  |  |  |
|  |                                             |  |  |  |  |  |  |  |  |  |  |  |  |  |  |  |
|  |                                             |  |  |  |  |  |  |  |  |  |  |  |  |  |  |  |
|  | 5.Maud de Lacy                              |  |  |  |  |  |  |  |  |  |  |  |  |  |  |  |
|  |                                             |  |  |  |  |  |  |  |  |  |  |  |  |  |  |  |
|  |                                             |  |  |  |  |  |  |  |  |  |  |  |  |  |  |  |
|  | 22. Roberto de Quincy                       |  |  |  |  |  |  |  |  |  |  |  |  |  |  |  |
|  |                                             |  |  |  |  |  |  |  |  |  |  |  |  |  |  |  |
|  |                                             |  |  |  |  |  |  |  |  |  |  |  |  |  |  |  |
|  | 11. Margaret de Quincy                      |  |  |  |  |  |  |  |  |  |  |  |  |  |  |  |
|  |                                             |  |  |  |  |  |  |  |  |  |  |  |  |  |  |  |
|  |                                             |  |  |  |  |  |  |  |  |  |  |  |  |  |  |  |
|  | 23. Hawise de Chester, I condesa de Lincoln |  |  |  |  |  |  |  |  |  |  |  |  |  |  |  |
|  |                                             |  |  |  |  |  |  |  |  |  |  |  |  |  |  |  |
|  |                                             |  |  |  |  |  |  |  |  |  |  |  |  |  |  |  |
|  | 1. Leonor de Clare                          |  |  |  |  |  |  |  |  |  |  |  |  |  |  |  |
|  |                                             |  |  |  |  |  |  |  |  |  |  |  |  |  |  |  |
|  |                                             |  |  |  |  |  |  |  |  |  |  |  |  |  |  |  |
|  | 24. Juan I de Inglaterra                    |  |  |  |  |  |  |  |  |  |  |  |  |  |  |  |
|  |                                             |  |  |  |  |  |  |  |  |  |  |  |  |  |  |  |
|  |                                             |  |  |  |  |  |  |  |  |  |  |  |  |  |  |  |
|  | 12. Enrique III de Inglaterra               |  |  |  |  |  |  |  |  |  |  |  |  |  |  |  |
|  |                                             |  |  |  |  |  |  |  |  |  |  |  |  |  |  |  |
|  |                                             |  |  |  |  |  |  |  |  |  |  |  |  |  |  |  |
|  | 25. Isabel de Angulema                      |  |  |  |  |  |  |  |  |  |  |  |  |  |  |  |
|  |                                             |  |  |  |  |  |  |  |  |  |  |  |  |  |  |  |
|  |                                             |  |  |  |  |  |  |  |  |  |  |  |  |  |  |  |
|  | 6.Eduardo I de Inglaterra                   |  |  |  |  |  |  |  |  |  |  |  |  |  |  |  |
|  |                                             |  |  |  |  |  |  |  |  |  |  |  |  |  |  |  |
|  |                                             |  |  |  |  |  |  |  |  |  |  |  |  |  |  |  |
|  | 26. Ramón Berenguer V de Provenza           |  |  |  |  |  |  |  |  |  |  |  |  |  |  |  |
|  |                                             |  |  |  |  |  |  |  |  |  |  |  |  |  |  |  |
|  |                                             |  |  |  |  |  |  |  |  |  |  |  |  |  |  |  |
|  | 13. Leonor de Provenza                      |  |  |  |  |  |  |  |  |  |  |  |  |  |  |  |
|  |                                             |  |  |  |  |  |  |  |  |  |  |  |  |  |  |  |
|  |                                             |  |  |  |  |  |  |  |  |  |  |  |  |  |  |  |
|  | 27. Beatriz de Saboya                       |  |  |  |  |  |  |  |  |  |  |  |  |  |  |  |
|  |                                             |  |  |  |  |  |  |  |  |  |  |  |  |  |  |  |
|  |                                             |  |  |  |  |  |  |  |  |  |  |  |  |  |  |  |
|  | 3.Juana de Acre                             |  |  |  |  |  |  |  |  |  |  |  |  |  |  |  |
|  |                                             |  |  |  |  |  |  |  |  |  |  |  |  |  |  |  |
|  |                                             |  |  |  |  |  |  |  |  |  |  |  |  |  |  |  |
|  | 28. Alfonso IX de León                      |  |  |  |  |  |  |  |  |  |  |  |  |  |  |  |
|  |                                             |  |  |  |  |  |  |  |  |  |  |  |  |  |  |  |
|  |                                             |  |  |  |  |  |  |  |  |  |  |  |  |  |  |  |
|  | 14. Fernando III de Castilla                |  |  |  |  |  |  |  |  |  |  |  |  |  |  |  |
|  |                                             |  |  |  |  |  |  |  |  |  |  |  |  |  |  |  |
|  |                                             |  |  |  |  |  |  |  |  |  |  |  |  |  |  |  |
|  | 29. Berenguela de Castilla                  |  |  |  |  |  |  |  |  |  |  |  |  |  |  |  |
|  |                                             |  |  |  |  |  |  |  |  |  |  |  |  |  |  |  |
|  |                                             |  |  |  |  |  |  |  |  |  |  |  |  |  |  |  |
|  | 7. Leonor de Castilla                       |  |  |  |  |  |  |  |  |  |  |  |  |  |  |  |
|  |                                             |  |  |  |  |  |  |  |  |  |  |  |  |  |  |  |
|  |                                             |  |  |  |  |  |  |  |  |  |  |  |  |  |  |  |
|  | 30. Simon de Dammartin                      |  |  |  |  |  |  |  |  |  |  |  |  |  |  |  |
|  |                                             |  |  |  |  |  |  |  |  |  |  |  |  |  |  |  |
|  |                                             |  |  |  |  |  |  |  |  |  |  |  |  |  |  |  |
|  | 15. Juana de Ponthieu                       |  |  |  |  |  |  |  |  |  |  |  |  |  |  |  |
|  |                                             |  |  |  |  |  |  |  |  |  |  |  |  |  |  |  |
|  |                                             |  |  |  |  |  |  |  |  |  |  |  |  |  |  |  |
|  | 31. María, condesa de Ponthieu              |  |  |  |  |  |  |  |  |  |  |  |  |  |  |  |
|  |                                             |  |  |  |  |  |  |  |  |  |  |  |  |  |  |  |
|  |                                             |  |  |  |  |  |  |  |  |  |  |  |  |  |  |  |